# Yasuhiro Hato
Yasuhiro Hato, född 4 maj 1976 i Hyōgo prefektur, Japan, är en japansk tidigare fotbollsspelare.